# ترورهای هدفمند اسرائیل
ترورهای هدفمند از سوی نیروهای دفاعی اسرائیل (IDF) که به آن پیشگیری هدفمند هم گفته می‌شود در جریان درگیری فلسطین و اسرائیل علیه اشخاصی که متهم به اقدام به حمله علیه اهداف اسرائیلی در کرانه باختری یا درون اسرائیل کرده‌اند یا برای آن برنامه دارند انجام شده است.
اسرائیل یکی از بیشترین سوابق را در ترور هدفمند رهبران فلسطینیان داراست. بسیاری از رهبران سازمان‌های فلسطینی همچون جهاد اسلامی فلسطین و حماس توسط دستگاه‌های امنیتی اسرائیل ترور شده‌اند. دادگاه عالی اسرائیل قتل هدفمند را توجیه و آن را در مقابل عملیات‌های انتحاری فلسطینیان تأیید کرد. اسرائیل این قتل‌ها را در راستای دفاع از امنیت خود و آنچه مقامات اسرائیلی جلوگیری از پیشروی تروریست می‌خوانند می‌داند. قتل هدفمند اسرائیل با واکنش جامعه جهانی مواجه گردید. اسرائیل همچنین به ترور دانشمندان هسته‌ای ایران متهم شده است.

## کشته‌شدگان سرشناس

### سید عباس الموسوی
سید عباس الموسوی دبیرکل اسبق حزب‌الله لبنان بود که در سال طی یک عملیات هوایی ترور شد.

### احمد یاسین
احمد یاسین در سال ۲۰۰۴ توسط ارتش اسرائیل ترور شد.به گزارش مرکز حقوق بشر فلسطین مستقر در غزه، بالگردهای اسراییلی در ۲۲ مارس ۲۰۰۴، سه راکت به سمت احمد یاسین، هنگام خروج از مسجد انجمن اسلامی در مرکز شهر غزه شلیک کردند. ترور وی واکنش‌های بین‌المللی گسترده‌ای را برانگیخت. شورای امنیت سازمان ملل قطعنامه‌ای را با ۱۱ رأی موافق و سه رأی ممتنع علیه اسرائیل تصویب کرد که با وتوی آمریکا مواجه شد.

### فتحی شقاقی
فتحی شقاقی بنیان‌گذار جهاد اسلامی فلسطین بود که در سال ۱۹۹۵ توسط موساد ترور شد.

### عبدالعزیز رنتیسی
پس از احمد یاسین، رهبری حماس به عبدالعزیز رنتیسی واگذار شد اما او نیز چندی بعد توسط دستگاه‌های امنیتی اسرائیل ترور شد.

### عماد مغنیه
عماد مغنیه از فرماندهان نظامی حزب‌الله لبنان بود که در ۱۲ فوریه ۲۰۰۸ در انفجاری در دمشق توسط اسراییل ترور شد.مغنیه در یک خودروی بمب‌گذاری شده در دمشق ترور شد. اسرائیل پس از این ترور تأیید کرد پشت این ترور بوده است.

### محمود المبحوح
یکی از رهبران حماس بود که در سال ۲۰۱۰ در دبی کشته شد. رئیس پلیس دوبی در این رابطه اعلام کرد: «بازرسی‌های ما این مطلب را آشکار می‌کند که موساد در قتل دست داشته است.»
پس از اعلام نتایج بازرسی به دلیل استفاده تعدادی از قاتلین از پاسپورتهای بدلی انگلیسی، دولت بریتانیا یک دیپلمات اسراییلی را از کشورش اخراج کرد.

### اسماعیل هنیه
اسماعیل هنیه رئیس دفتر سیاسی حماس بود که در ۳۱ ژوئیهٔ ۲۰۲۴ توسط اسرائیل در تهران ترور شد.

### یحیی سنوار
یحیی سنوار سیاستمدار فلسطینی بود که پس از ترور اسماعیل هنیه در سال ۲۰۲۴ توسط رژیم صهیونیستی در نوار غزه ترور شد. کشته‌شدن وی در ۱۸ فوریهٔ ۲۰۲۴ توسط حماس تأیید شد.

### سید حسن نصرالله
سید حسن نصرالله سومین دبیرکل حزب‌الله لبنان بود که در پی حمله هوایی به مرکز فرماندهی حزب‌الله در ۲۷ سپتامبر ۲۰۲۴ ترور شد و مدتی بعد حزب‌الله لبنان خبر ترور و کشته‌شدن وی را تأیید کرد.

### سید هاشم صفی‌الدین
سید هاشم صفی‌الدین سیاستمدار لبنانی و از رهبران حزب‌الله لبنان بود که وی پس از سید حسن نصرالله در سال ۲۰۲۴ در لبنان ترور شد. گفته می‌شد وی از جانشینان سید حسن نصرالله خواهد بود و اسرائیل بدین هدف وی را ترور کرده است.

### محمد باقری
محمدحسین افشردی معروف‌به محمد باقری سرلشکر سپاه پاسداران انقلاب اسلامی بود که تا پیش از ترور، رئیس ستاد کل نیروهای مسلح جمهوری اسلامی ایران بود. وی در پی جنگ ایران و اسرائیل در ۲۴ خرداد ۱۴۰۴ در تهران کشته شد.

### حسین سلامی
حسین سلامی سرلشکر سپاه پاسداران بود که از سال ۱۳۹۸ تا پیش از ترورش فرمانده کل سپاه پاسداران انقلاب اسلامی بود. وی در بامداد جمعه، ۲۴ خرداد ۱۴۰۴ در تهران توسط اسرائیل ترور و به‌قتل رسید.

## ترور دانشمندان هسته‌ای سایر کشورها توسط اسرائیل
- سمیرا موسی در آمریکا در سال ۱۹۵۲ بر اثر حادثه رانندگی کشته شد. گروهی از رسانه‌ها اسرائیل و آمریکا را متهم به انجام ترور می‌کنند.[۲۶]
- دانشمند هسته‌ای مصر سمیر نجیب در سال ۱۹۶۷ بر اثر تصادف رانندگی در دیترویت آمریکا کشته شد. رسانه‌های ایرانی باور دارند توسط اسرائیل به قتل رسیده است.
- اسرائیل عامل قتل دانشمند علوم ارتباطات مصر به نام سعید بدیر در سال ۱۹۸۰ بوده است.
- در سال ۱۹۸۰ اسرائیل موفق می‌شود تا «یحیی المشد»، یکی از برجسته‌ترین دانشمندان اتمی مصر را که در طرح اتمی عراق فعالیت داشت، در هتل مریدیان پاریس ترور کند.[۲۷]
- در ۱۱ سپتامبر ۱۹۶۲، دانشمند موشکی آلمانی هاینز کروگ از دفتر خود در مونیخ ناپدید شد و دیگر هرگز دیده نشد. کروگ مانند چندین کهنه سرباز دیگر برنامه موشکی نازی‌ها برای دولت جمال عبدالناصر مصر کار می‌کرد که کشورش قبلاً دو جنگ با دولت جوان اسرائیل انجام داده بود. داستان طولانی و پیچیده است اما نسخه کوتاه این است که موساد، سازمان اطلاعاتی اسرائیل، یک نازی را که زمانی نزدیک به آدولف هیتلر بود، استخدام کرد تا کروگ را از بین ببرد.[۲۸]

#### ترور دانشمندان مرتبط با برنامه هسته‌ای ایران
اسرائیل به ترور چند دانشمند هسته‌ای ایران مانند اردشیر حسین پور، مسعود علی‌محمدی، مجید شهریاری، فریدون عباسی، مصطفی احمدی روشن و محسن فخری‌زاده از سوی دولت ایران متهم شده است. مقامات رسمی آمریکایی تأیید کرده‌اند که سازمان مجاهدین خلق ایران تحت حمایت اسرائیل این ترورها را انجام داده است. چند منبع اروپایی دست داشتن موساد در این ترورها را تأیید کرده‌اند. از جمله روزنامه انگلیسی زبان ایندیپندنت در مقاله‌ای تحت عنوان «کشنده‌ترین ترورکنندگان جهان» از موساد با نام «ماشین قاتل بی‌رحم اسرائیل» نام برده است و با برشمردن ترورها گفته است که «در همه این ترورها امضای سرویس مخفی اسرائیل دیده می‌شود».
به دنبال ترور مصطفی احمدی روشن سخنگوی ارتش اسرائیل در این باره گفت «ما برای این قتل اشکی نمی‌ریزیم». به نوشته اورشلیم پست، فرمانده ارتش اسرائیل، روز قبل از این حمله گفته بود، سال ۲۰۱۲ سالی بحرانی برای ایران خواهد بود و اتفاقاتی غیرطبیعی برای این کشور رخ خواهد داد.
مجله اشپیگل به نقل از یک مقام اطلاعاتی اسرائیل ترور داریوش رضایی‌نژاد را اولین اقدام جدی رئیس جدید موساد تامیر پاردو اعلام کرد.
شبکه ان‌بی‌سی از ترور ۴ دانشمند هسته‌ای از سال ۲۰۰۷ نام برد و به نقل از یک مقام آمریکایی، بدون فاش کردن هویت او، نوشت که حملات علیه دست‌اندرکاران برنامه اتمی ایران توسط اعضای سازمان مجاهدین خلق و با حمایت مالی، آموزشی و تسلیحاتی سرویس اطلاعاتی اسرائیل انجام شده است. مقام آمریکایی مذکور به ان‌بی‌سی گفته است که دولت آمریکا از عملیات ترور مطلع است، اما نقشی در آن ندارد.
به دنبال پخش اعترافات مجید جمالی فشی در تلویزیون ایران مجله تایم نوشت: «وزارت اطلاعات ایران، تیمی را که توسط موساد مجهز شده و آموزش داده شده نابود کرده است. مقامات اطلاعاتی غربی، تأیید نمودند که جزئیات اعتراف مجید جمالی فشی در مورد ترور واقع شده در ژانویه ۲۰۱۰ که توسط موتور سیکلت بر روی دانشمند هسته‌ای ایران، مسعود علی محمدی انجام شد، صحیح بوده است. مقامات اطلاعاتی غربی کشور ثالثی را عامل لو دادن این تیم اعلام کردند.»
رونن برگمن در کتاب برخیز و اول او را بکش می‌نویسد پس از آنکه آریل شارون داگان را به عنوان ریاست موساد منتصب کرد او را مسوول برهم زدن برنامه هسته‌ای ایران قرارداد، چرا که از دید هر دوی آنها یک تهدید علیه اسرائیل محسوب می‌شد. داگان برای به انجام رساندن این مهم به شیوه‌های مختلفی دست زد. دشوارترین و البته کاراترین آنها به اعتقاد داگان شناسایی دانشمندان کلیدی در صنعت موشکی و هسته‌ای و سپس کشتن آنها بود.
موساد پانزده تن از این افراد را شناسایی کرد و از بین آنها شش تا را حذف نمود. عملیات حذف بیشتر اوقات در هنگام صبح که در راه رفتن به سر کار بودند به‌وسیلهٔ بمبهای سریع‌الانفجاری که توسط یک موتور سیکلت‌سوار به خودروی آنها می‌چسبیدند انجام می‌شد. این عملیاتها و بسیاری دیگر که توسط موساد کلید زده شده و در بعضی اوقات با همکاری ایالات متحده انجام می‌شدند همگی موفقیت‌آمیز بودند.
اسرائیل همچنین به ترور محسن فخری‌زاده متهم شده است. یک مقام رسمی ارشد اسرائیل که سالها مشغول ردگیری محسن فخری‌زاده بود چند روز بعد از ترور فخری زاده در مصاحبه‌ای با نیویورک تایمز اعلام نمود جهان باید از اسرائیل به خاطر کشتن فخری‌زاده تشکر کند. وزیر انرژی اسرائیل یووال استاینیتز در پی این ترور اعلام داشت ترور فخری زاده برای جهان مثبت است.
نتانیاهو نخست‌وزیر اسرائیل پس از ترور محسن فخری‌زاده مقام وزارت دفاع ایران در پیام ویدیویی گفت: «طی هفتهٔ اخیر کارهایی انجام دادم که نمی‌خواهم شما را از همه آن‌ها مطلع کنم. این برای شماست، شهروندان اسرائیل، برای کشورمان، این هفته دستاوردها بود، و بیشتر هم خواهد شد».